# 馬頓鎮區 (伊利諾伊州科爾斯)
馬頓鎮區（英語：Mattoon Township）是位於美國伊利諾伊州科爾斯縣的一個行政鎮區。

## 地方資料
根據2010年美國人口普查的數據，馬頓鎮區的面積為93.70平方千米，當中陸地面積為93.70平方千米，而水域面積為0.00平方千米。當地共有人口15362人，而人口密度為每平方千米163.95人。